# Pierre Larousse
Pierre Larousse (Toucy, 23 ottobre 1817 – Parigi, 3 gennaio 1875) è stato un linguista, pedagogista e editore francese, nonché enciclopedista e filantropo.

## Biografia
Larousse nacque in una modesta famiglia, il padre era infatti fabbro e carrettiere e la madre cabarettista, fin da piccolo sogna di diventare un grande enciclopedista sulle orme del suo mito Denis Diderot, al fine di rinnovare la pedagogia e diffondere la cultura universale. Nel 1840 a 16 anni ottiene una borsa di studio con cui può studiare per otto anni alla Sorbona e poi al CNAM. Frequenta numerose biblioteche parigine. Impara il cinese, il sanscrito, il latino ed il greco, studia inoltre linguistica, storia, filosofia, meccanica, astronomia, letteratura francese e svariate letterature straniere.
Nel 1848 interrompe il progetto di fondare una casa editrice per via dei moti del '48.
Nel 1850 riesce a fondare assieme ad Augustin Boyer la Libreria Larousse-Boyer, nel 1852 ottiene la licenza di editore, pubblica testi scolastici ed il Nuovo Dizionario della Lingua Francese, antenato del Piccolo Larousse illustrato, per poi pubblicare il Grand Dictionnaire universel du XIXe siècle (1866-1876) in 15 volumi.

## Opere
- Grammaire élémentaire lexicologique (1849)
- Traité complet d'analyse grammaticale (1850)
- Cours lexicologique de style (1851)
- Jardin des racines grecques (1858)
- Jardin des racines latines (1860)
- Grande dizionario universale del XIX secolo (1866-1876)